# Édouard Gagnon

Wappen von Edouard Kardinal Gagnon

Édouard Kardinal Gagnon PSS (* 15. Januar 1918 in Port-Daniel, Québec, Kanada; † 25. August 2007 in Montreal) war ein kanadischer Kurienkardinal der römisch-katholischen Kirche.

## Leben
Edouard Gagnon studierte Katholische Theologie und Philosophie in Montreal und schloss seine Ausbildung mit der Lizentiatsprüfung und anschließender Promotion in Theologie ab. 1940 empfing er das Sakrament der Priesterweihe. Nach weiterführenden Studien promovierte er im Jahre 1944 an der Universität von Québec im Fachbereich Kanonisches Recht. Anschließend unterrichtete er Moraltheologie und Kanonisches Recht, ehe er im Jahre 1954 Regens des Priesterseminars von Manitoba wurde. Er nahm als Peritus am Zweiten Vatikanischen Konzil teil und versah die Aufgabe der Generaloberen der Sulpizianer von Kanada, Lateinamerika und Japan.
Am 19. Februar 1969 wurde er von Papst Paul VI. zum Bischof von St. Paul in Alberta ernannt. Die Bischofsweihe spendete ihm am 25. März 1969 der Apostolische Delegat in Kanada, Erzbischof Emanuele Clarizio; Mitkonsekratoren waren der Erzbischof von Edmonton, Anthony Jordan OMI, und der Erzbischof von Saint-Boniface, Maurice Baudoux.
Drei Jahre später ernannte ihn Papst Paul VI. zum Rektor des 1888 gegründeten Päpstlichen Kanadischen Kollegs in Rom und einige Monate darauf zum Präsidenten des Komitees für Familienfragen. Mit der Errichtung des Päpstlichen Rats für die Familie wurde Gagnon am 7. Juli 1983 dessen erster Pro-Präsident (die Bezeichnung für einen Präsidenten, der nicht im Kardinalsrang ist). Als Titularerzbischof wurde ihm das Titularerzbistum Iustiniana Prima verliehen. Papst Johannes Paul II. nahm Gagnon am 25. Mai 1985 als Kardinaldiakon mit der Titeldiakonie Sant’Elena fuori Porta Prenestina in das Kardinalskollegium auf und kurz darauf ernannte er ihn zum Präsidenten des Rates für die Familie. Dieses Amt hatte Kardinal Gagnon bis zum 8. November 1990 inne. Am 29. Januar 1996 wurde er zum Kardinalpriester mit der Titelkirche San Marcello erhoben. Von 1991 bis 2001 leitete er als Präsident das Päpstliche Komitee für die Internationalen Eucharistischen Kongresse. 
1987 unternahm Gagnon im Auftrag des Papstes eine Visitationsreise durch Einrichtungen und Ausbildungsstätten der traditionalistischen Priesterbruderschaft St. Pius X. (FSSPX) und setzte sich in den Folgejahren für eine Vermittlung zwischen dem Vatikan und der FSSPX ein, die an Vorbedingungen der Bruderschaft scheiterte. 
Am 25. August 2007 starb Edouard Gagnon im Alter von 89 Jahren in Montreal.